# COBE
COBE (z anglického Cosmic Background Explorer někdy také Explorer 66) byla v roce 1989 první družice, která se věnovala kosmologii. Družice byla vybavena třemi hlavními přístroji pro výzkum infračervené a mikrovlnné části elektromagnetického spektra. Jejím úkolem bylo proměřit reliktní záření a získat tak informace, které by pomohly vylepšit naše znalosti o vesmíru. Objevy družice COBE v oblasti teploty vyzařování reliktního záření odpovídaly předpokladům dle teorie velkého třesku a tím tuto teorii podpořily.

## Pozadí
V roce 1974 ohlásila NASA svůj úmysl vypustit malý nebo středně velký astronomický satelit řady Explorer. Celkem bylo dodáno 121 návrhů na podobu a účel družice, tři z nich se věnovaly studiu reliktního záření. Tehdy však tyto návrhy neprošly a NASA se tak věnovala infračervenému teleskopu IRAS. Argumenty na podporu výzkumu reliktního záření však byly tak silné, že se jimi NASA začala znovu zabývat. V roce 1976 ustavila NASA komisi, v niž zasedli zástupci oněch tří týmů, které o dva roky dříve navrhly výzkum reliktního záření. O rok později byl představen návrh polární družice s názvem COBE (Cosmic Background Explorer). Družici měla vynést raketa Delta nebo tehdy nový raketoplán Space Shuttle. Přístrojové vybavení družice měly tvořit tři vědecké přístroje:
| Přístroj                                | Akronym | Popis | Hlavní výzkumník |
| --------------------------------------- | ------- | --- | ---------------- |
| Differential Microwave Radiometer       | DMR     | Mikrovlnný přístroj, který je schopen mapovat odchylky (nebo anizotropie) v reliktním záření.                  | George Smoot     |
| Far-InfraRed Absolute Spectrophotometer | FIRAS   | Spektrometr pro měření spektra reliktního záření                                                               | John Mather      |
| Diffuse InfraRed Background Experiment  | DIRBE   | Infračervený detektor pracující na více vlnových délkách, pro mapování tepelného vyzařování kosmického prachu. | Mike Hauser      |

NASA návrh přijala, avšak pod podmínkou, že cena včetně nosné rakety a zpracování dat nepřekročí 30 milionů dolarů. Kvůli přečerpání rozpočtu programu Explorer byla stavba COBE zahájena až po roce 1981. Stavba probíhala v Goddardově kosmickém centru a kvůli úsporám byly některé části jako infračervené detektory a dewarova nádoba (tepelně izolační nádoba na kapalné helium) odvozeny od součástí IRAS.

## Navedení na oběžnou dráhu

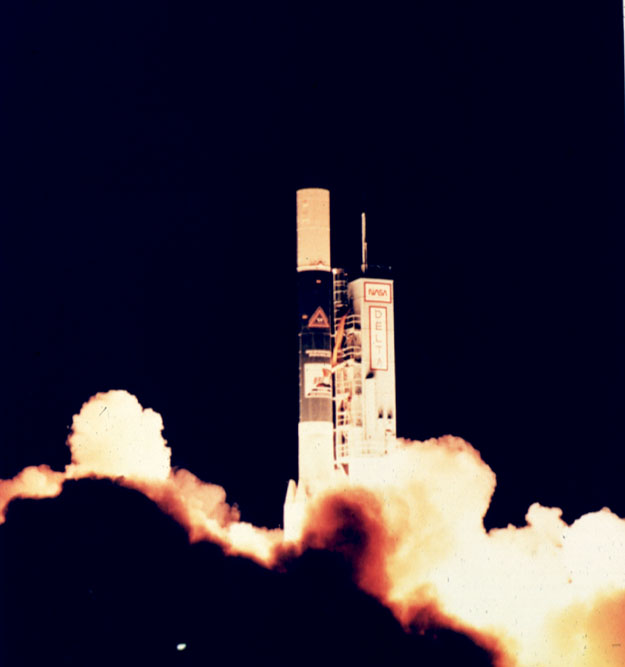
Start družice COBE, 18. listopad 1989, Vandenberg Air Force Base

COBE měla být vynesena na palubě raketoplánu při misi STS-82-B v roce 1988, ale havárie Challengeru plány posunula. Na svou oběžnou dráhu kolem Země synchronní se Sluncem byla umístěna 18. listopadu 1989 pomocí rakety Delta II.
Výběr oběžné dráhy byl jako vždy ovlivněn charakterem mise a možnostmi nosného systému. Prvořadými požadavky byla možnost pokrytí celé oblohy, omezení radiového rušení na minimum a udržení teplotní stability přístrojů a chladicího systému. Zvolená kruhová dráha synchronní se sluncem a s inklinací 99° vyhovovala jak možnostem raketoplánu (s přídavným pohonem samotnou družici)
i raketě Delta. Výška dráhy byla kompromisem mezi radiovým rušením ze Země a z oblasti Van Allenových pásů ve větších výškách.

## Přístrojové vybavení

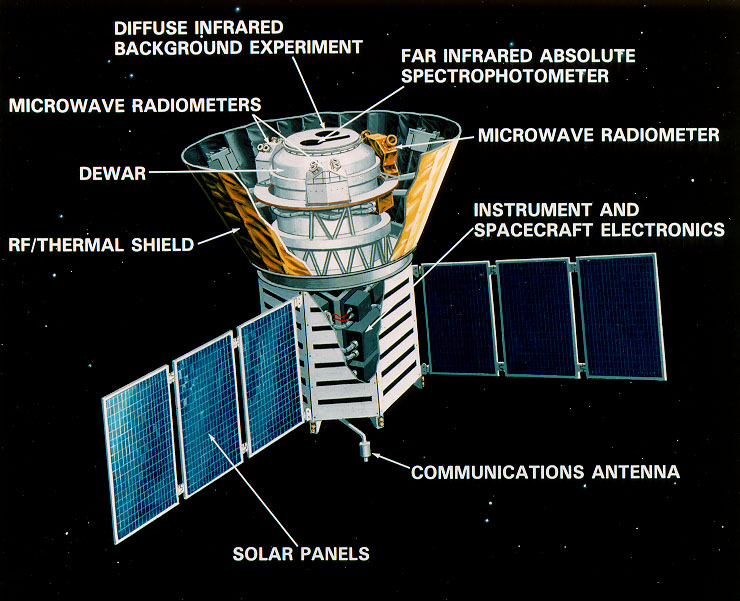
Popis družice COBE

Konstrukce družice byla z větší části založena na designu infračerveného teleskopu IRAS, avšak měla několik unikátních charakteristik. Kvůli povaze mise a potřebě měřit a kontrolovat zdroje systémových chyb, byl potřeba přesný a komplexní design. COBE měla pracovat minimálně šest měsíců a měla být schopna omezit rušivé působení vnějších vlivů jako byly umělé radiové signály ze Země a jiných družic a přirozené radiové interference planety Země, Měsíce a Slunce. Přístroje na palubě vyžadovaly teplotní stabilitu pro udržování konstantního příjmu a vysokou míru čistoty pro omezení vstupu zbloudilého světla a minimalizaci tepelného vyzařování částic. Pro snímání a následné modelování reliktního záření z různých úhlů bylo nutné, aby družice rotovala rychlostí 0,8 otáčky za minutu. Osa rotace byla nakloněna vůči vektoru orbitální rychlosti tak, aby se předešlo kontaktu citlivé optiky s možnými zbytky atmosféry. Také to předcházelo infračerveným zábleskům, pocházejícím z nárazů elektricky neutrálních, avšak vysokorychlostních částic do optické výbavy.
Pro zajištění potřeby pomalé rotace a tříosé stabilizace byla sonda vybavena dvojicí setrvačníků, jejichž moment hybnosti byl opačný k momentu hybnosti celé družice. Součet momentů hybnosti tak byl udržován na nule. Chlazení přístrojů FIRAS a DIRBE měl na starosti systém sestávající z tepelně izolační nádoby, naplněné 650 litry supratekutého helia. Tento systém byl přejat z teleskopů IRAS a byl schopen chladit oba přístroje na teplotu 2 K (-271 °C) po celou dobu trvání mise. Na ochranu citlivých přístrojů před přímými vlivy radiového rušení a infračerveného záření byl kolem přístrojů umístěn kuželovitý štít.
Elektrickou energii dodávaly solární panely o výkonu 750 W.
Na palubě družice pracovaly tři přístroje:
- DIRBE - přístroj na měření difuzního infračerveného záření
- FIRAS - spektrofotometr pro vzdálenou infračervenou oblast
- DMR - diferenciální mikrovlnný radiometr, oproti předchozím byl chlazen pasivně „pouze“ na 140 K (-133 °C)

## Výsledky měření

Křivka vyzařování reliktního záření, sestavená pomocí dat z družice COBE.

Během dlouhého období příprav družice COBE bylo provedeno mnoho experimentů zabývajících se studiem reliktního záření. V roce 1981 oznámili současně dva universitní týmy, že se jim povedlo detekovat čtyřpólovou distribuci reliktního záření. Toto zjištění mohlo znamenat distribuci reliktního záření podle záření absolutně černého tělesa, což měl mít na starosti přístroj FIRAS na COBE. Tyto experimenty se však nepovedlo napodobit. V roce 1987 provedl Americko-Japonský tým experiment, který však předchozí závěry vyvracel, když nenalezl shodu mezi teoretickým vyzařováním absolutně černého tělesa a reliktního záření. Vědci tak museli počkat na výsledky z COBE. Přístroj FIRAS stanovil, že reliktní záření odpovídá záření absolutně černého tělesa s teplotou 2,7 K, což bylo přesně podle teorie velkého třesku.

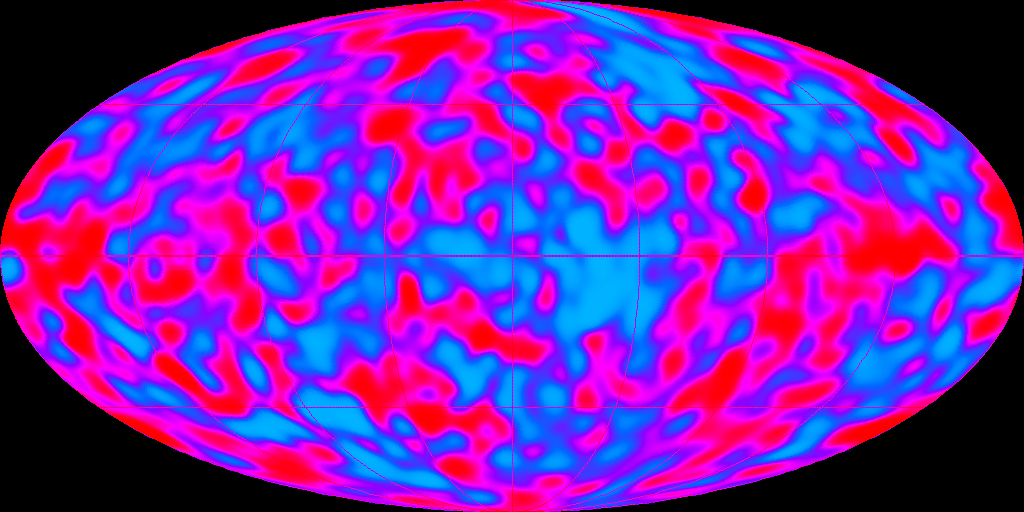
Anizotropie reliktního záření, naměřená družicí COBE

Přístroj DRM mohl mapovat anisotropii reliktního záření po celé čtyři roky. DRM jako jediný nebyl závislý na chlazení kapalným heliem a mohl tak pracovat i po vyčerpání chladicího systému. Za tuto dobu byl schopen vytvořit mapu mikrovlnného reliktního záření pokrývající celou oblohu. Mikrovlnné reliktní záření je velmi slabé a DRM ho tak musel oddělit od ostatních zdrojů záření.
23. dubna 1992 tým amerických vědců oznámil objevení anizotropie v datech z družice COBE, což bylo okamžitě na celém světě prezentováno jako jeden z nejzásadnějších vědeckých objevů.
Přístroj DIBRE odhalil 10 nových galaxií v oblasti dlouhého infračerveného vyzařování (IR) a dalších 9 kandidátů na zařazení mezi galaxie ve slabší oblasti dlouhého infračerveného vyzařování. Galaxie, které vyzařovaly IR o vlnových 140 až 240 μm poskytly informace o mračnech prachu. Spojení těchto údajů s údaji IRAS na vlnových délkách 60 až 100 μm umožnilo určit různé druhy a teploty prachových oblaků v mezihvězdném prostoru. Výsledkem DIBRE byl také model galaktického disku, viditelný z pozice Země.
Nástupcem sondy COBE se 30. června 2001 stala sonda WMAP (Wilkinson Microwave Anisotropy Probe), která mapuje reliktní záření s vyšší rozlišovací schopností.